# Saraydüzü
Saraydüzü là một huyện thuộc tỉnh Sinop, Thổ Nhĩ Kỳ. Huyện có diện tích 293 km² và dân số thời điểm năm 2007 là 4714 người, mật độ 16 người/km².